# Friedrich Langenfaß
Friedrich Langenfaß (* 8. Juli 1880 in Hohenaltheim; † 4. Februar 1965 in München) war ein deutscher evangelisch-lutherischer Geistlicher und Publizist.

## Werdegang
Langenfaß kam als Sohn eines evangelischen Pfarrers zur Welt. Er studierte Evangelische Theologie in Erlangen, Leipzig und Greifswald. 1904 bis 1906 war er Vikar in Starnberg, dann Stadtvikar an St. Markus in München. Ab 1910 war er als Pfarrer in Rothenburg ob der Tauber tätig und während des Ersten Weltkriegs Feldgeistlicher in Frankreich. 1920 kam er als Zweiter Pfarrer an die St. Matthäuskirche in München. 1925 war er Mitbegründer und bis zu deren Einstellung 1941 Mitherausgeber der Monatszeitschrift Zeitwende. Von 1930 bis 1950 war er Erster Pfarrer an St. Markus und zugleich Dekan des evangelisch-lutherischen Kirchenbezirks München. Unter seiner Leitung wurden in München 31 Kirchen, Betsäle und Gemeindehäuser errichtet. Nach seiner Pensionierung wurde er 1950 Vorsitzender des Evangelischen Presseverbands für Deutschland, 1951 Vorsitzender des Gemeinschaftswerks der Evangelischen Presse. Von 1953 bis 1965 war er Vorstandsmitglied der Gesellschaft für Christlich-Jüdische Zusammenarbeit München.
1933 wurde er Ehrendoktor der Universität Erlangen, 1955 wurde ihm das Große Verdienstkreuz der Bundesrepublik Deutschland verliehen und 1959 der Bayerische Verdienstorden.

## Schriften (Auswahl)
- Die reformatorische Botschaft in der Jugendbewegung, Schwerin 1929
- mit Thomas Breit: Gemeindeaufbau in der evangelischen Kirche, München 1930
- Wort und Werk Martin Luthers in dem heutigen geistigen Ringen, Wien 1957